# Samorost
Samorost és un videojoc d'apuntar i clicar dissenyat per l'estudi Amanita Design. El primer joc de la sèrie va veure la llum l'any 2003. La seqüela va continuar amb Samorost 2 l'any 2005 i Samorost 3 l'any 2016.
Considerat com un joc educacional, va ser incorporat al portal edu365.cat.

## Joc
El joc consisteix a fer moure una petita figura d'aspecte humà, anomenada "gnom" pel seu creador, per diversos escenaris. L'aventura comença quan el gnom mira pel telescop del planeta que habita i veu un asteroide que s'hi apropa. El gnom puja a la seva nau espacial i es desplaça a l'asteroide. Per tal d'evitar la col·lisió amb el planeta del gnom, el jugador haurà de resoldre diferents puzzles i trencaclosques de manera seqüencial. Al joc no hi ha diàlegs i s'avança d'escenari automàticament quan el jugador resol els trencaclosques. Finalment, el gnom aconsegueix desviar l'asteroide i retorna al seu planeta.

## Disseny
Els escenaris del joc estan dissenyats seguint l'estètica surrealista o utópica que barreja elements orgànics i naturals amb altres de mecànics.
El joc va ser creat per Jakub Dvorsky mentre era estudiant de l'Acadèmia de les arts, l'arquitectura i el disseny de Praga. Tot i ser un joc simple, la seva estètica surrealista i la música d'acompanyaent van fer que el joc despuntés. Va ser nominat al Webby Award de 2003 i al Top Talent Award de 2004. El joc està disponible de manera gratuïta a la web de l'estudi Amanita Design i es reprodueix amb l'aplicació Adobe Flash Player.
La paraula "samorost", del txec, es refereix a objectes esculpits de trossos de fusta vells o secs utilitzats com a element decoratiu.